# Holger Mygind
Holger Peter Theodor Mygind (født 5. januar 1855 i København, død 1. oktober 1928 smst) var en dansk læge.
Han blev medicinsk kandidat i 1880. Efter ansættelse i forskellige reservelægestillinger var han assistent på Wilhelm Meyers øreklinik fra 1884-1889. Fra 1885-1905 var han læge ved "Arbejdshjemmet for døvstumme Piger" i København. Han dygtiggjorde sig med studierejser til bl.a. England og USA og blev i hhv. 1897 og 1898 chef for de otologiske klinikker på Garnisons Sygehuset og Københavns Kommunehospital. I 1905 lykkedes det Mygind at indrette landets første store offentlige oto-laryngologiske afdeling med sengepladser på Kommunehospitalet (7. afdeling, sammen med øjenafdelingen).
Han var formand for Dansk Otolaryngologisk Selskab i to embedsperioder fra 1907-1909 og 1915-1917.
Mygind blev Ridder af Dannebrog i 1897, titulær professor i 1900 og Dannebrogsmand i 1911.
Han er begravet på Bispebjerg Kirkegård.